# Gliese 693
Gliese 693 (GJ 693 / HIP 86990 / LHS 454) és un estel situat a 19,0 anys llum de distància del sistema solar en direcció a la constel·lació del Gall Dindi. Amb magnitud aparent +10,75 no és observable a ull nu. S'hi localitza molt prop del límit amb la constel·lació de l'Altar, a 18 minuts d'arc de l'estel HD 160720.
Gliese 693 és un nan vermell de tipus espectral M2.0V, encara que també ha estat catalogat com de tipus M3.0V i M3.5V. La seva temperatura efectiva és de 3380 K i té una massa estimada equivalent a 0,26 masses solars. Visualment la seva lluminositat equival al 0,15 % de la lluminositat solar,mentre que si es considera la radiació infraroja emesa, la seva lluminositat suposa el 0,33 % de la del Sol. El seu diàmetre és igual a l'a el 30 % del diàmetre solar. Pot ser un estel variable, rebent la denominació provisional de NSV 9629.
Els estels més propers a Gliese 693 són Gliese 682, a 4,7 anys llum, Gliese 674, a 5,2 anys llum, i Gliese 754, a 5,9 anys llum, tots ells també nans vermells. δ Pavonis, un dels estels més brillants de la constel·lació de Gall dindi, es troba a 6,4 anys llum de distància de Gliese 693.